# Déclaration de Paris (2003)
Pour les articles homonymes, voir Déclaration de Paris (homonymie).
La Déclaration de Paris 2003 est un appel rédigé par la magistrate Eva Joly appuyé par une quinzaine de figures internationales et plusieurs ONG rendu public le 19 juin 2003 à Paris. Son objectif est de dénoncer « (…) les effets dévastateurs de la grande corruption, avec son corollaire, l’impunité. (…) » en donnant « (…) une impulsion décisive à la lutte contre la grande corruption dans les secteurs à risque (énergie, bâtiment, armement, aéronautique, industries minières…), notamment dans les pays occidentaux dont les banques et les grandes entreprises sont au cœur de ces trafics (…) ».

## Texte
" L’explosion des marchés a favorisé des pratiques de prélèvements, de commissions et de rétro-commissions, qui se sont développées de manière inquiétante au point d’envahir des secteurs entiers de l'économie. Les activités les plus sensibles sont l’énergie, les grands travaux, l’armement, l’aéronautique et l’exploitation des ressources minières. Sur ces marchés d’intérêt national, quelques grandes sociétés ont intégré la corruption comme un moyen d’action privilégiée. Ainsi, plusieurs milliers de décisionnaires à travers le monde échappent à tout contrôle. La grande corruption bénéficie de la complicité de banques occidentales. Elle utilise le circuit des sociétés off shores. Elle profite de la soixantaine de territoires ou d’États qui lui servent d’abri.''
La grande corruption est une injustice. Elle provoque une ponction de richesses dans les pays du Sud et de l’Est. Elle favorise la constitution de caisses noires ou de rémunérations parallèles à la tête des grandes entreprises. Elle rompt la confiance nécessaire à la vie économique.
Parce qu’elle a atteint parfois le cœur du pouvoir, la grande corruption mine les vieilles démocraties occidentales. Elle entrave le développement des pays pauvres et leur liberté politique.
Alors que la globalisation a permis la libre circulation des capitaux, les justices financières restent tenues par des frontières qui n’existent plus pour les délinquants. La souveraineté de certains États bancaires protège, de manière délibérée, l’opacité des flux criminels. Logiquement, les bénéficiaires de la grande corruption ne font rien pour améliorer la situation.
Il convient de tirer les conséquences de cette inégalité devant la loi dont profite la grande corruption. Il est indispensable de rétablir les grands équilibres de nos démocraties. Plutôt que d’espérer une vaine réforme de ces États, il est possible d’inventer de nouvelles règles pour nous-mêmes. À un changement de monde, doit correspondre un changement de règles."

### Propositions

#### 1. Pour faciliter les enquêtes
- la suspension des immunités diplomatiques, parlementaires et judiciaires le temps des enquêtes financières (le renvoi devant un tribunal restant soumis à un vote sur la levée de l’immunité).
- la suppression des possibilités de recours dilatoires contre la transmissions de preuves aux juridictions étrangères.
- l’interdiction faite aux banques d’ouvrir des filiales ou d’accepter des fonds provenant d’établissements installés dans des pays ou des territoires qui refusent, ou appliquent de manière purement virtuelle, la coopération judiciaire internationale.
- l’obligation faite à tous les systèmes de transferts de fonds ou de valeurs, ainsi qu’aux chambres de compensations internationales d’organiser une traçabilité totale des flux financiers, comportant l’identification précise des bénéficiaires et des donneurs d’ordre, de telle manière qu’en cas d’enquête pénale, les autorités judiciaires puissent remonter l’ensemble des opérations suspectes.

#### 2. Pour juger effectivement les délinquants
- l’obligation légale faite aux dirigeants politiquement exposés de justifier de l’origine licite de leur fortune. Si celle-ci ne peut être prouvée, elle pourra faire l’objet d’une “confiscation civile.
- la création d’un crime de “grande corruption”, passible d’une peine similaire à celles prévues contre les atteintes aux intérêts fondamentaux de la nation.

#### 3. Pour prévenir la grande corruption
- l’obligation faite aux sociétés cotées de déclarer dans leurs comptes consolidés, pays par pays, les revenus nets (impôts, royalties, dividendes, bonus, etc.), qu’elles payent aux gouvernements et aux sociétés publiques des pays dans lesquels elles opèrent.
- la compétence donnée à la Justice du pays où est établi le siège social des sociétés multinationales lorsqu’une de leurs filiales à l’étranger est suspectée d’un délit de corruption, et que le pays ou est commis le délit ne peut pas, ou ne souhaite pas, poursuivre l’affaire.
- la mise en place d’une veille bancaire autour de dirigeants politiquement exposés et de leur entourage. Par dirigeants politiquement exposés, nous entendons les hommes et les femmes occupants des postes stratégiques au gouvernement, dans la haute administration et à la direction générale des entreprises privées intervenants dans les secteurs “à risque”.
- les portefeuilles de titres et les comptes bancaires, des dirigeants politiquement exposés ainsi que ceux de leurs familles proches, ouverts dans leur pays où à l’étranger, sera soumis à une procédure d’alerte lors de tout mouvement important, avec l’instauration d’une obligation pénale de signalement pour les cadres bancaires et les gestionnaires de titres.

Combattre la grande corruption est un préalable à toute action politique authentique. Nous devons restaurer la confiance dans les élites politiques et économiques. À l’heure de la globalisation, la responsabilité de ceux qui nous dirigent est immense. Elle doit échapper au soupçon, pour permettre l’espoir.

## Les principaux signataires
- Lloyd Axworthy, ancien ministre des Affaires étrangères, Canada. Il a dirigé la coalition d’État qui a permis l’instauration de la Cour pénale internationale en 2002.
- M. Cherif Bassiouni, président de l’Institut international des Hautes études en sciences pénales à Syracuse, président de l’Association internationale de droit pénal, Égypte.
- Nina Berg, avocate internationale, femme de Carlos Cardoso, journaliste assassiné, Lucinda Cruz, avocate de la famille Cardoso et Isabel Rupia, procureur, responsable du département anti-corruption, Norvège et Mozambique.
- Bernard Bertossa, ancien Procureur de Genève, Suisse.
- Francesco Saverio Borrelli, ancien Procureur général, Milan, Italie.
- David M. Crane, Procureur général près du Tribunal exceptionnel de Sierra Leone, États-Unis.
- Peter Eigen, président de Transparency International, Allemagne.
- Baltasar Garzón, juge d’instruction, Espagne.
- John Githongo, conseiller du gouvernement, Kenya.
- Juan Guzman, conseiller à la Cour d’Appel, Chili.
- Kamal Hossain, ancien ministre de la Justice et ancien ministre des Affaires étrangères, Bangladesh.
- Frantisek Janouch, physicien, Président de la " Fondation de la charte 77 ", République tchèque et Suède.
- Eva Joly, Conseiller spécial du gouvernement, Norvège, ancien juge d’instruction, France.
- Pius N'Jawé, Journaliste,  Le Messager, Cameroun.
- Fine Maema, procureur général, Ministre de la Justice et des Affaires constitutionnelles, Lesotho.
- Carlos Morelli, président de la VIIIe Conférence contre la corruption, Pérou.
- Adolfo Perez Esquivel, Prix Nobel de la paix, Argentine.
- Antonio Di Pietro, Député européen, Italie.
- John Charles Polanyi, Prix Nobel de chimie, Canada.
- Yolanda Pulecio, mère d’Íngrid Betancourt, otage des FARC, Colombie.
- Mary Robinson, ancienne Présidente de l’Irlande et ancienne Haut Commissaire aux Droits de l’Homme de l’ONU, Irlande.
- Arundhati Roy, fondatrice du mouvement pour les droits des ouvriers et des paysans, Inde.
- Wole Soyinka, Prix Nobel de littérature, Nigeria.
- Philip van Niekerk, ancien correspondant du Guardian à Johannesburg, chef de projet.
- Gérard Letouffet, sculpteur à temps partiel.
- ONG signataires : Transparency International, Global Witness, Sherpa, Survie, African Network of Parliamentarians against corruption.

- à titre personnel : Nicholas R. Cowerdy, QC, Président of the International Association of Prosecutors, John Williams, Global Organization of Parliamentarians against Corruption.